# مبادلة الوقت
مبادلة الوقت (اختصارًا TTO) هي أداة تستخدم في اقتصاديات الصحة تساعد في تحديد صفة حياة المريض أو المجموعة، ويُعْطى الفرد مجموعة من التوجيهات مثل:
تخيل قيل لك أن أمامك 10 سنوات متبقية فقط لتعيشها. وعلماً بذلك، قيل لك أيضًا أنه يمكنك اختيار إما أن تعيش هذه السنوات العشر بحالتك الصحية الحالية أو يمكنك اختيار أن تتنازل عن بعض السنوات مقابل أن تعيش فترة أقصر بصحة تامة. ضع علامة على الخط تبين عدد السنوات التي ستعيشها بصحة تامة والتي تعتقد أنها مساوية للسنوات العشر التي ستعيشها بحالتك الصحية الحالية.
تتراوح الدرجات على هذا الخط دائمًا مابين 1 إلى 10 سنوات ويتم حساب درجة الشخص بقسمة الرقم المكافئ للعلامة التي وضعها على 10، فمثلاً إذا وضع شخص علامة على رقم 4 على خط مبادلة الوقت، فستكون درجة الخط هي 0.40، ويستخدم هذا الرقم غالبًا بدوره في حساب عدد السنوات المصححة بجودة الحياة (QALY). في مثالنا هذا إذا كان لشخص أن يعيش 4 سنوات بحالته الصحية الحالية فهذا سيكون مساويًا لـ 1.6 بحساب سنوات العمر ذات الصفة المعدلة (QALY) (4 * 0.4). ويساعد هذا الحساب صانعي القرار في الرعاية الصحية من الجمع بين معدل الوفيات والمرضية في مقياس زمني واحد.
هناك أدوات أخرى تستخدم في تحديد نفعية الصحة وهي مقياس النظير البصري (VAS) وطريقة المقامرة المعيارية [الإنجليزية] (SG) ومقياس EQ-5D [الإنجليزية] للنتائج الصحية ومؤشر المنافع الصحية [الإنجليزية] (HUI)، وغيرها.